# Cryptocephalus exiguus amiculus
Cryptocephalus (Burlinius) exiguus amiculus – podgatunek chrząszcza z rodziny stonkowatych i podrodziny Cryptocephalinae.
Takson ten został opisany w 1873 roku przez Josepha Sugara Baly'ego.
Chrząszcz palearktyczny, wykazany z Turcji, rosyjskich Syberii Zachodniej, Syberii Wschodniej i Dalekiego Wschodu, chińskich prowincji Heilongjiang, Hebei, Jilin i Shanxi, Mongolii, Korei Północnej i Japonii.